# Alto del Carmen
Alto del Carmen è un comune del Cile della provincia di Huasco nella Regione di Atacama. Al censimento del 2002 possedeva una popolazione di 4.840 abitanti.

## Società

### Evoluzione demografica
| Censimento del 1992 | Censimento del 2002 |
| 4.745 ab.           | 4.840 ab.           |